# Wasted Tears
『Wasted Tears』（ウェステッド・ティアーズ）は、1989年9月1日に発売された浜田省吾の2枚目のセルフカバー・アルバム。

## 制作
本作は、2003年までに4作発売されているセルフカバー・バラード・セレクションの第2弾。アルバムのテーマは「30代の主人公の重く切ない“大人”の愛の物語」。セルフカバー・バラードセレクションの位置付けとしては10代の『EDGE OF THE KNIFE』、20代の『Sand Castle』の後である。

## リリース
当初は1989年6月21日発売とアナウンスされ、告知用ポスターも作られ一度はマスターテープも完成したが、｢BREATHLESS LOVE｣をはじめとする数曲のトラック・ダウンの仕上がりに浜田が納得できず、発売日を延期した。既にCDのプレス工場で40万枚ほど生産されていたものの、廃棄されヴォーカルの録り直しや楽器・コーラスを一部付け加えた上で、改めてトラック・ダウンをやり直した。そのため、前述の『BREATHLESS LOVE』をはじめ数曲が世に出回っていない幻のヴァージョンが存在する。
当時、浜田最後のLP盤となったが、出荷枚数が少なく、針飛び等の不良品が多く出回り、オークション等で高額取引が為されている。
同年5月21日発売浜田初の映像作品『ON THE ROAD "FILMS"』とW購入するとプレゼントがもらえる応募券が封入された。

## アルバムジャケット
アルバムジャケットは『Sand Castle』を似せたデザインとなっている。これは浜田のほうからデザイナーの田島照久に指定したものである。

## 再発盤
2003年9月26日に、バラードセレクション第4弾『初秋』の発売を受けて、リマスタリングされ再発された。初回盤はデジパック仕様となっており、1989年盤とブックレット内のアートワークが大幅に異なっている。
2021年6月23日に、『SHOGO HAMADA 45th Anniversary "DISCOGRAPHY COLLECTION"』シリーズとして再発された。

## 記録
オリコン初登場1位を獲得し、2週目は2位にランクダウンしたが3週目で再び1位に返り咲き、10週連続トップ10入りのロングセールスを記録した。
1996年時点での累計売上は1,113,569枚。

## 収録曲

### LP盤
| 全作詞・作曲: 浜田省吾、全編曲: 星勝。 |                                    |           |            |                                        |      |
| #                                      | タイトル                           | 作詞      | 作曲・編曲 | 初出                                   | 時間 |
| 1.                                     | 「LONELY-愛という約束事」(LONELY)  | 浜田省吾  | 浜田省吾   | アルバム『J.BOY』                      | 5:45 |
| 2.                                     | 「SILENCE」                        | 浜田省吾  | 浜田省吾   | アルバム『DOWN BY THE MAINSTREET』     | 6:01 |
| 3.                                     | 「BREATHLESS LOVE」                | 浜田省吾  | 浜田省吾   | アルバム『FATHER'S SON』               | 5:45 |
| 4.                                     | 「悲しい夜」(DAY'S AFTER THE DAWN) | 浜田省吾  | 浜田省吾   | アルバム『生まれたところを遠く離れて』 | 3:41 |
| 5.                                     | 「ロマンスブルー」(ROMANCE BLUE)   | 浜田省吾  | 浜田省吾   | アルバム『PROMISED LAND 〜約束の地』   | 5:13 |
| 合計時間:                              | 合計時間:                          | 合計時間: | 26:25      |                                        |      |

| 全作詞・作曲: 浜田省吾、全編曲: 星勝。 |                                                                     |           |            |                            |      |
| #                                      | タイトル                                                            | 作詞      | 作曲・編曲 | 初出                       | 時間 |
| 1.                                     | 「MIDNIGHT FLIGHT-ひとりぼっちのクリスマス・イブ」(MIDNIGHT FLIGHT) | 浜田省吾  | 浜田省吾   | アルバム『CLUB SNOWBOUND』 | 6:08 |
| 2.                                     | 「傷心」(BEHIND YOU)                                                | 浜田省吾  | 浜田省吾   | アルバム『Home Bound』     | 3:44 |
| 3.                                     | 「もうひとつの土曜日」(ANOTHER SATURDAY)                            | 浜田省吾  | 浜田省吾   | アルバム『J.BOY』          | 6:22 |
| 4.                                     | 「ラストダンス」(LAST DANCE)                                        | 浜田省吾  | 浜田省吾   | アルバム『LOVE TRAIN』     | 6:06 |
| 5.                                     | 「防波堤の上」(ON THE BREAKWATER)                                   | 浜田省吾  | 浜田省吾   | アルバム『愛の世代の前に』 | 5:41 |
| 合計時間:                              | 合計時間:                                                           | 合計時間: | 28:01      |                            |      |

### CD盤
| 全作詞・作曲: 浜田省吾、全編曲: 星勝。 |                                                                     |           |            |                                        |      |
| #                                      | タイトル                                                            | 作詞      | 作曲・編曲 | 初出                                   | 時間 |
| 1.                                     | 「LONELY-愛という約束事」(LONELY)                                   | 浜田省吾  | 浜田省吾   | アルバム『J.BOY』                      | 5:45 |
| 2.                                     | 「SILENCE」                                                         | 浜田省吾  | 浜田省吾   | アルバム『DOWN BY THE MAINSTREET』     | 6:01 |
| 3.                                     | 「BREATHLESS LOVE」                                                 | 浜田省吾  | 浜田省吾   | アルバム『FATHER'S SON』               | 5:45 |
| 4.                                     | 「悲しい夜」(DAY'S AFTER THE DAWN)                                  | 浜田省吾  | 浜田省吾   | アルバム『生まれたところを遠く離れて』 | 3:41 |
| 5.                                     | 「ロマンスブルー」(ROMANCE BLUE)                                    | 浜田省吾  | 浜田省吾   | アルバム『PROMISED LAND 〜約束の地』   | 5:13 |
| 6.                                     | 「MIDNIGHT FLIGHT-ひとりぼっちのクリスマス・イブ」(MIDNIGHT FLIGHT) | 浜田省吾  | 浜田省吾   | アルバム『CLUB SNOWBOUND』             | 6:08 |
| 7.                                     | 「傷心」(BEHIND YOU)                                                | 浜田省吾  | 浜田省吾   | アルバム『Home Bound』                 | 3:44 |
| 8.                                     | 「もうひとつの土曜日」(ANOTHER SATURDAY)                            | 浜田省吾  | 浜田省吾   | アルバム『J.BOY』                      | 6:22 |
| 9.                                     | 「ラストダンス」(LAST DANCE)                                        | 浜田省吾  | 浜田省吾   | アルバム『LOVE TRAIN』                 | 6:06 |
| 10.                                    | 「防波堤の上」(ON THE BREAKWATER)                                   | 浜田省吾  | 浜田省吾   | アルバム『愛の世代の前に』             | 5:41 |
| 合計時間:                              | 合計時間:                                                           | 合計時間: | 54:26      |                                        |      |

## 参加ミュージシャン
- All Song Written by 浜田省吾
- All Song Arranged by 星勝 and Project "K"

Project "K" are
- Keyboards：松浦晃久
- Guitars：武沢豊
- Synthesizer Programming：最上三樹生
- 星勝
  - Additional Synthesizer Programming：美島豊明

| LONELY-愛という約束事 - Bass：関雅夫 - Electric Guitar：佐藤宣彦, 青山徹, 土方隆行 - Backing Vocal：町支寛二 - Strings：金子飛鳥 Group SILENCE - Bass：関雅夫 - Soprano Saxophone：古村敏比古 - Backing Vocal：町支寛二 BREATHLESS LOVE - Electric Guitar：土方隆行, 青山徹 - Tenor Saxophone：古村敏比古 - Backing Vocal：町支寛二 悲しい夜 - Drums：山木秀夫 - Bass：富倉安生 - Electric Guitar：松原正樹 - Acoustic Piano：清水一登 - Soprano Saxophone：古村敏比古 - Strings：Joe Group ロマンスブルー - Bass：金森佳朗 - Oboe：石橋雅一 - Backing Vocal：町支寛二 | MIDNIGHT FLIGHT - ひとりぼっちのクリスマス・イブ - Backing Vocal：町支寛二 - Strings：Joe Group 傷心 - Drums：山木秀夫 - Bass：美久月千晴 - Electric Guitar：松原正樹 - Acoustic Piano：清水一登 - Strings：Joe Group ラストダンス - Bass：河合徹三 - Electric Guitar：青山徹 - Soprano Saxophone：古村敏比古 - Chorus：町支寛二 防波堤の上 - Backing Vocal：町支寛二 - Strings：Joe Group |

## セルフカバー・バラード・セレクション
| 発売日        | タイトル          | 発売元       | 規格品番                   | 形態     |
| ------------- | ----------------- | ------------ | -------------------------- | -------- |
| 1983年12月1日 | Sand Castle       | CBS・ソニー  | 28AH1655/CSCL1170/28KH1420 | LP/CD/CT |
| 1989年9月1日  | Wasted Tears      | CBS・ソニー  | 28AH5269/32DH5269/28KH5269 | LP/CD/CT |
| 1991年9月1日  | EDGE OF THE KNIFE | Sony Records | SRCL2122/SRTL1744          | CD/CT    |
| 2003年9月26日 | 初秋              | SME Records  | SECL10004                  | SACD     |